# Fédération cap-verdienne de handball
La Fédération Cap-Verdienne de Handball (en portugais : Federação Caboverdiana de Andebol) est l'organisation qui gère et régule le handball au Cap-Vert. L'association représente à la fois les équipes nationales masculines et féminines de handball. Elle est membre de la Fédération Internationale de Handball depuis 1988 et de la Confédération africaine de handball. Son président est M. António Teixeira.